# Puliciphora rhodesiana
Puliciphora rhodesiana är en tvåvingeart som beskrevs av Schmitz 1934. Puliciphora rhodesiana ingår i släktet Puliciphora och familjen puckelflugor. Inga underarter finns listade i Catalogue of Life.